# Анненковское сельское поселение (Мордовия)
Анненковское се́льское поселе́ние — муниципальное образование в Ромодановском районе Мордовии Российской Федерации.
Административный центр — село Анненково.

## История
Статус и границы сельского поселения установлены Законом Республики Мордовия от 1 декабря 2004 года № 99-З «Об установлении границ муниципальных образований Ромодановского муниципального района, Ромодановского муниципального района и наделении их статусом сельского поселения и муниципального района».
Законом от 13 июля 2009 года, было упразднено Старомихайловское сельское поселение (сельсовет), а входившие в его состав населённые пункты были включены в Анненковское сельское поселение (сельсовет).

## Население
| 2002 | 2010 | 2012 | 2013 | 2014 | 2015 | 2016 |
| ---- | ---- | ---- | ---- | ---- | ---- | ---- |
| 956  | ↘852 | ↘838 | ↘830 | ↗833 | ↘819 | ↘815 |
| 2017 | 2018 | 2019 | 2020 | 2021 |      |      |
| ↗826 | ↗840 | ↘811 | ↘792 | ↘759 |      |      |

## Состав сельского поселения
| № | Населённый пункт  | Тип населённого пункта       | Население |
| - | ----------------- | ---------------------------- | --------- |
| 1 | Анненково         | село, административный центр | ↘595      |
| 2 | Кавторовка        | деревня                      | ↘42       |
| 3 | Малая Чуфаровка   | деревня                      | ↘70       |
| 4 | Покрышкино        | деревня                      | ↗47       |
| 5 | Старая Михайловка | село                         | ↘77       |
| 6 | Ханинеевка        | деревня                      | ↘21       |